# Vovciok (Zarudînți), Nemîriv
Vovciok (în ucraineană Вовчок) este un sat în comuna Zarudînți din raionul Nemîriv, regiunea Vinnița, Ucraina.

## Demografie
Componența lingvistică a localității Vovciok
     Ucraineană (99,27%)
     Alte limbi (0,73%)
Conform recensământului din 2001, majoritatea populației localității Vovciok era vorbitoare de ucraineană (99,27%), existând în minoritate și vorbitori de alte limbi.